# Kreis Fraustadt

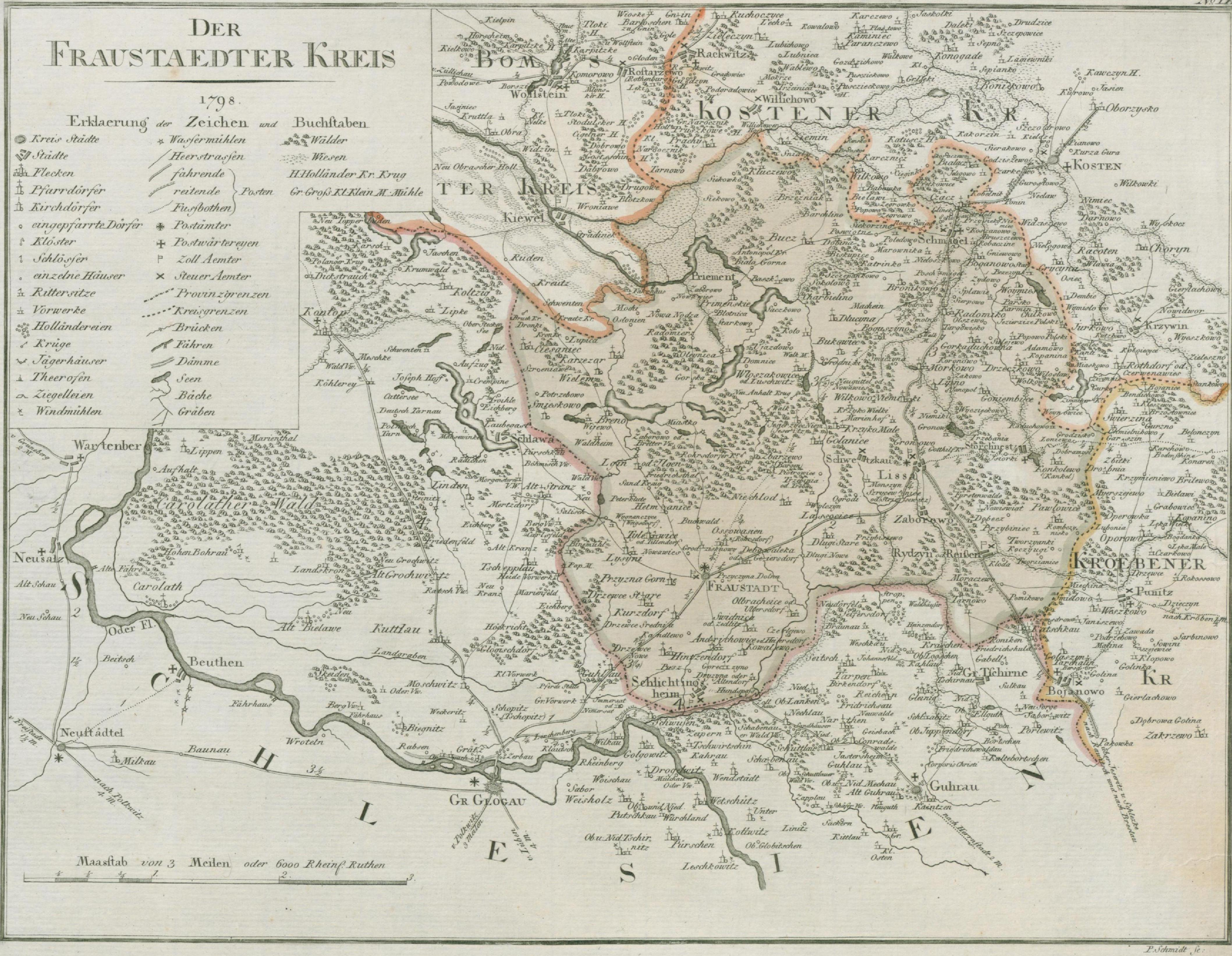
Der Kreis Fraustadt in Südpreußen

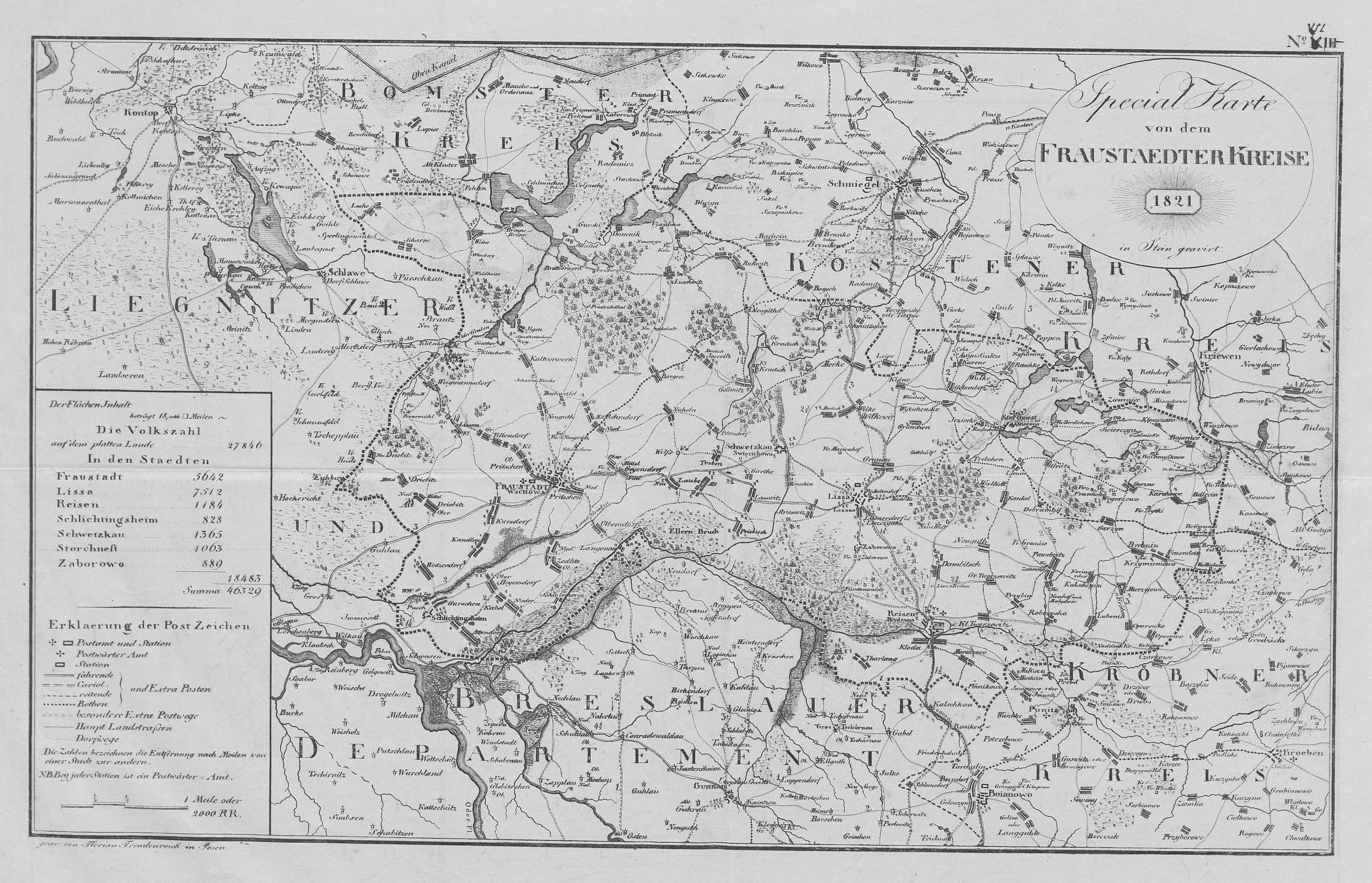
Der Kreis Fraustadt in den Grenzen von 1818 bis 1887

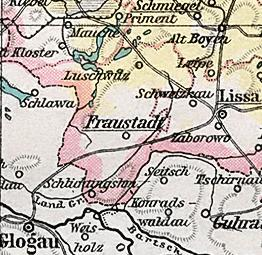
Der Kreis Fraustadt in den Grenzen von 1887 bis 1920

Der preußische Kreis Fraustadt bestand in unterschiedlichen Abgrenzungen von 1793 bis 1807 in der Provinz Südpreußen, von 1815 bis 1920 in der Provinz Posen, von 1920 bis 1938 im Verwaltungsbezirk bzw. der Provinz Grenzmark Posen-Westpreußen, von 1938 bis 1941 in der Provinz Schlesien und von 1941 bis 1945 in der Provinz Niederschlesien.

## Größe
Der Kreis Fraustadt hatte Flächen von

Lage des Kreises Fraustadt in der Provinz Grenzmark Posen-Westpreußen (1922–1938)

- 1002 km² (1818 bis 1887)
- 477 km² (1887 bis 1920)
- 262 km² (1920 bis 1938).

## Geschichte
Das Gebiet um die großpolnischen Städte Fraustadt und Lissa gehörte nach der Zweiten Teilung Polens von 1793 bis 1807 zum Kreis Fraustadt in der preußischen Provinz Südpreußen. Durch den Frieden von Tilsit kam der Kreis Fraustadt 1807 zum Herzogtum Warschau. Nach dem Wiener Kongress fiel der Kreis am 15. Mai 1815 erneut an das Königreich Preußen und wurde Teil des Regierungsbezirks Posen der Provinz Posen.
Bei den preußischen Verwaltungsreformen wurde zum 1. Januar 1818 im Regierungsbezirk Posen eine Kreisreform durchgeführt, bei der der Kreis Fraustadt das Gebiet um die Stadt Schmiegel an den Kreis Kosten und das Gebiet um Priment an den Kreis Bomst abgab. Kreisstadt und Sitz des Landratsamtes war Fraustadt.
Als Teil der Provinz Posen wurde der Kreis Fraustadt am 18. Januar 1871 Teil des neu gegründeten Deutschen Reichs, wogegen die polnischen Abgeordneten im neuen Reichstag am 1. April 1871 protestierten.
Am 1. Oktober 1887 wurde aus dem Ostteil des Kreises Fraustadt ein eigener Kreis Lissa gebildet. Zu diesem Kreis kamen
- die Städte Lissa, Reisen, Schwetzkau, Storchnest und Zaborowo
- der Polizeidistrikt Lissa mit Ausnahme der Landgemeinde Neu Laube und
- der Polizeidistrikt Storchnest.

Am 27. Dezember 1918 begann in der Provinz Posen der Großpolnische Aufstand der polnischen Bevölkerungsmehrheit gegen die deutsche Herrschaft, der überwiegend von Deutschen bewohnte Kreis Fraustadt blieb jedoch unter deutscher Kontrolle. Am 16. Februar 1919 beendete ein Waffenstillstand die polnisch-deutschen Kämpfe, und am 28. Juni 1919 trat die deutsche Regierung mit der Unterzeichnung des Versailler Vertrags das nordöstliche Drittel des Kreises Fraustadt (215 km²) an das neu gegründete Polen ab. Deutschland und Polen schlossen am 25. November 1919 ein Abkommen über die Räumung und Übergabe der abzutretenden Gebiete ab, das am 10. Januar 1920 ratifiziert wurde. Die Räumung und Übergabe an Polen erfolgte zwischen dem 17. Januar und dem 4. Februar 1920. Das an Polen abgetretene Gebiet wurde Teil des Powiat Leszno. Ab dem 20. November 1919 wurde der Kreis Fraustadt von Schneidemühl aus verwaltet und gehörte zur 1922 neugebildeten preußischen Provinz Grenzmark Posen-Westpreußen.
Zum 1. Oktober 1938 wurde die Provinz Grenzmark Posen-Westpreußen aufgelöst und der Kreis Fraustadt dem Regierungsbezirk Liegnitz der Provinz Schlesien zugeteilt. Die Gemeinde Lache wurde an den Nachbarkreis Grünberg abgegeben. Zum 18. Januar 1941 wurde die Provinz Schlesien aufgeteilt; der Kreis Fraustadt gehörte nunmehr zur neuen Provinz Niederschlesien. Ende Januar 1945 besetzte die Rote Armee den Kreis Fraustadt, der als Powiat Wschowski seither zu Polen gehört.

## Einwohnerentwicklung
| Jahr | Einwohner | Quelle |
| ---- | --------- | ------ |
| 1818 | 52.752    | [ 3 ]  |
| 1846 | 57.690    | [ 4 ]  |
| 1871 | 62.286    | [ 5 ]  |
|      |           |        |
| 1890 | 28.150    | [ 6 ]  |
| 1900 | 28.086    | [ 7 ]  |
| 1905 | 28.219    |        |
| 1910 | 28.914    | [ 7 ]  |
|      |           |        |
| 1925 | 20.257    | [ 6 ]  |
| 1933 | 19.854    | [ 6 ]  |
| 1939 | 18.908    | [ 6 ]  |

Von den Einwohnern des Kreises waren 1905 73 % Deutsche und 27 % Polen. Die Mehrzahl der deutschen Einwohner verließ nach 1919 das Gebiet. Im Jahr 1925 waren von den Einwohnern 10.956 Evangelische, 8.940 Katholiken und 157 Juden.

## Politik

### Landräte
- 1793–180400Johann Balthasar von Schlichting[9]
- 1804–180600Andreas von Pottworowski[9]
- 1818–182400von Bronikowski
- 1824–183100von Nosarzewski
- 1831–183300von Hohberg
- 1833–186800Ernst von Heynitz  (1799–1871)
- 1873–187800Friedrich Wilhelm von Massenbach
- 1878–187800von Lucke
- 1878–188600Paul von Rheinbaben (1844–1921)
- 1886–189200Georg von Guenther (1858–1942)
- 1892–189800Richard von Doemming[10]
- 1898–190400Bruno Alsen (1861–1913)
- 1904–191500Theodor von Heppe (1870–1954)
- 1915–191800Karl Hayessen (1865–1947)
- 1922–193000Erich Volkening
- 1930–193300Heinrich
- 1933–193500Albert Mellin (1901–1945)
- 1938–194200Reinfried von Baumbach (1898–1989)
- 1943–194500Friedrich Stucke

### Wahlen
Der Kreis Fraustadt bildete zusammen mit dem Kreis Lissa den Reichstagswahlkreis Posen 6. Bei den Reichstagswahlen zwischen 1871 und 1912 wurden die folgenden Abgeordneten gewählt:
- 187100Maximilian von Puttkamer, Nationalliberale Partei
- 187400Maximilian von Puttkamer, Nationalliberale Partei
- 187700Maximilian von Puttkamer, Nationalliberale Partei
- 187800Maximilian von Puttkamer, Nationalliberale Partei
- 188100Stanislaus von Chlapowski, Polnische Fraktion
- 188400Paul von Rheinbaben, Freikonservative Partei
- 188700Paul von Rheinbaben, Freikonservative Partei
- 189000Hans von Hellmann, Freikonservative Partei
- 189300Stanislaus von Chlapowski, Polnische Fraktion
- 189800Anton Tasch, Zentrumspartei
- 190300Karl Schmidt, Freikonservative Partei
- 190700Max Kolbe, Freikonservative Partei
- 191200Hans Georg von Oppersdorff, Zentrumspartei

## Kommunale Gliederung
Zum Kreis Fraustadt gehörten seit 1818 sieben Stadtgemeinden, die restlichen Landgemeinden und Gutsbezirke waren in Polizeidistrikten zusammengefasst. Die fünf östlichen Städte kamen 1887 zum neugebildeten Kreis Lissa.
Am 1. Januar 1908 gehörten die beiden Städte Fraustadt und Schlichtingsheim, 40 Landgemeinden und 29 Gutsbezirke zum Kreis.
1928 wurden im Freistaat Preußen die Gutsbezirke aufgelöst. Der Kreis Fraustadt bestand 1945 zuletzt aus den beiden Städten Fraustadt und Schlichtingsheim
sowie 20 weiteren Gemeinden.

## Gemeinden
Seit 1887 gehörten die folgenden Gemeinden zum Kreis:
Die polnischen Namen hinter dem Gedankenstrich sind teils aktuell, teils aus dem 18. Jahrhundert.
| - Alt Driebitz – Drzewce Stare - Attendorf - Bargen 1) – Zabrzewo - Brenno 1 – Brenno - Bukwitz 1 – Bukowiec - Deutsch Jeseritz 1 – Jezerzyce - Domnik 1 - Fraustadt – Wschowa, Stadt - Geyersdorf – Dębowa Łęka - Gollmitz 1 – Golanice - Groß Kreutsch 1 – Krycko Wielke | - Grotnik 1 – Grotnoki - Gurschen – Gorzyno - Heyersdorf – Andrzychowice - Hinzendorf - Ilgen – Lgin - Kabel – Kowalewo - Kaltvorwerk – Hermanice - Kandlau – Kandlewd - Klein Kreutsch 1 – Krycko Male - Kursdorf – Konradowo - Lache – Smieszkowo | - Lindensee 1 - Lissen – Lysing - Luschwitz 1 – Włoszakowice - Mittel Neu Driebitz – Drzewce Srednie - Neu Laube 1 - Neuguth bei Fraustadt – Nowa Wies - Neugüthel 1 - Nicheln 1 – Niechłod - Nieder Pritschen – Przyczyna Dolna - Ober Pritschen – Przyczyna Gorna - Röhrsdorf – Osowa Sień | - Scharne 1 – Potrzebowo - Schlichtingsheim – Szlichtyngowa, Stadt - Städtel 1 - Tillendorf – Tylewice - Ulbersdorf – Olbrachoice - Weigmannsdorf – Wygnanczyce - Weine 1 – Wyów - Wilhelmsruh 1 - Zedlitz – Siedlnica |